# وجدي العربي
وجدي العربي (27 أغسطس 1950 -) هو ممثل مصري معتزل.

## حياته
(من مواليد القاهرة) ينحدر من أسرة فنية، فهو شقيق الفنان محمد العربي وابن الممثل الراحل عبد البديع العربي. كان طفلا مميزا في السينما المصرية بالإضافة إلى تمتعه بموهبة جيدة وهدوء في انفعالاته فهو من الأسماء التي ينبغي ذكرها «وجدى العربي» الذي برز طفلا في نهر الحب لعز الدين ذو الفقار وصبيا في بين القصرين لحسن الإمام و«نهر الحب» أمام النجوم فاتن حمامة وزكي رستم وعمر الشريف وفيلم بطل للنهاية أمام فريد شوقى وليلى طاهر ومحمود المليجي وتوفيق الدقن وفي مرحلة الشباب قدم وجدي عددا من الأفلام والمسلسلات

## دراسته
حصل على بكالوريوس المعهد العالي للفنون المسرحية قسم تمثيل وإخراج دفعة 1975 م

## أعماله الفنية
كان له فيلم غريب جدا كل أبطاله نجوم كوميديا عادل إمام ومدبولى ويونس شلبي ومظهر أبو النجا ومشيرة إسماعيل ومع ذلك كان الفيلم سياسي بحت وهو احنا بتوع الاتوبيس  فيلم الأخوة الغرباء بطولة فريد شوقى وعماد عبد الحليم وشويكار وزهرة العلا
مسلسل الإمام الشافعي بطولة مديحة حمدي وعفاف شعيب وعادل هاشم وغيرهم 
شعر روح رمضان 
شعر رابعة تلمنا
شعر كأنها البارحة كلمات فتحي منصور
سلسلة تواشيح رمضانية بعنوان اللهم يارب

## المناصب
سابقا في وزارة الثقافة المصرية في مسرح الطليعة بدرجة فنان قدير’
قررت نقابة المهن التمثيلية برئاسة أشرف زكي، فصل عدد كبير من الممثلين الأعضاء بالنقابة، لمخالفتهم قواعد وقوانين النقابة وكان الفنان وجدي العربي من بينهم.

## حياته الشخصية
قام بخطبة الفنانة “إلهام شاهين” وكان والدها السبب في فسخ تلك الخطبة حيث أنه كان يقول دائماً بأنه سوف يتركها تستكمل مسيرتها الفنية وتعمل بالمجال الفني مما جعله يتردد في استكمال ارتباطهما وتم بالفعل فسخ تلك الخطبة بالرغم من أنه تعرف عليها بأحد المسلسلات ولكن تحريض والدها له خلق بينهما العديد من الخلافات التي أدت بهم إلى الانفصال.
هو الآن متزوج وله ابنة 

## مواقفه السياسية
«طُلب منه دعم عبد الفتاح السيسي، عقب فض اعتصام رابعة، وفي المقابل سيُرفع عنه كل التضييقات، وسيسمح له بالعمل دون أي قيود، لكنه رفض ووصفها بالخيانة».

## اعتزال الفن
قال العربى أن جزء كبير مما يعرض في التلفزيون ابتذال وعري مرجعاً ذلك إلى المناخ العربي الذي أغفل بناء أجيال تحمل أمانة ورسالة.
ووصف الوسط الفني بأنه مجتمع فساد في فساد، مشيرا إلى أنهم في الوسط الفني استهزأوا به عندما أراد الله له الهداية، وقالوا: دا كان كويس جدا ماذا جرى له؟
بعد الضغوط عليه في مصرغادر صباح الأحد سبتمبر،01 / 2013 برفقة زوجته إلى العاصمة التايلندية بانكوك

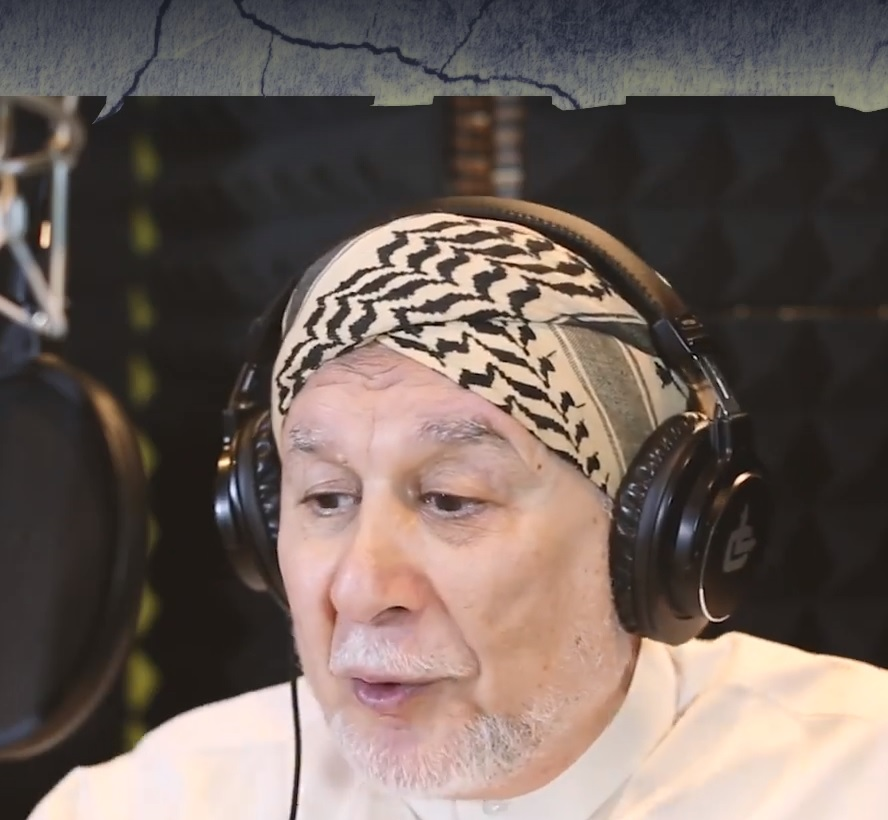
صورة الفنان وجدي العربي